# Robert Olofsson
Dick Robert Olofsson, född 6 juli 1986 i Sollentuna, är en svensk skådespelare.

## Biografi
Robert Olofsson är utbildad vid Teaterhögskolan i Malmö 2009-2012. Efter examen anställdes han vid Helsingborgs stadsteater, där han sedan 2014 ingår i den fasta ensemblen.

## Teater

### Roller
| År   | Roll                | Produktion                                                                         | Regi               | Teater                                        |
| ---- | ------------------- | ---------------------------------------------------------------------------------- | ------------------ | --------------------------------------------- |
| 2011 |                     | Tjuvar (Diebe) Dea Loher                                                           | Anna Novovic       | Helsingborgs stadsteater                      |
| 2012 |                     | Den gyllene draken (Der goldene Drache) Roland Schimmelpfennig                     | Anna Novovic       | Helsingborgs stadsteater                      |
| 2012 |                     | Everest Lotta Lotass                                                               | Jörgen Dahlqvist   | Helsingborgs stadsteater/ Teatr Weimar        |
| 2017 | Meyer               | Pelle Erövraren – Den stora kampen Erik Norberg och Alexander Öberg                | Alexander Öberg    | Helsingborgs stadsteater på Helsingborg Arena |
| 2017 |                     | Norénhotellet Birgitta Egerbladh                                                   | Birgitta Egerbladh | Helsingborgs stadsteater                      |
| 2018 | Figaro              | Figaros bröllop (La Folle Journée, ou Le Mariage de Figaro) Pierre de Beaumarchais | Moqi Simon Trolin  | Helsingborgs stadsteater                      |
| 2018 |                     | En julsaga (A Christmas Carol in Prose) Charles Dickens                            | Viktor Tjerneld    | Helsingborgs stadsteater                      |
| 2019 |                     | Woyzeck Georg Büchner                                                              | Erik Holmström     | Helsingborgs stadsteater                      |
| 2020 |                     | Äppelkriget Hans Alfredson och Tage Danielsson                                     | Annika Kofoed      | Helsingborgs stadsteater                      |
| 2020 | Syster Andrea       | Evigt ung (Ewig jung) Erik Gedeon                                                  | Adde Malmberg      | Helsingborgs stadsteater                      |
| 2021 | Jonatan Lejonhjärta | Bröderna Lejonhjärta Astrid Lindgren                                               | Ronny Danielsson   | Helsingborgs stadsteater                      |
| 2022 |                     | Amadeus Peter Shaffer                                                              | Carl Johan Karlson | Helsingborgs stadsteater                      |
| 2022 |                     | Flugornas herre (Lord of the Flies) William Golding                                | Johan Paus         | Helsingborgs stadsteater                      |
| 2022 |                     | Stora drömspelet Erik Holmström                                                    | Erik Holmström     | Helsingborgs stadsteater                      |
| 2022 |                     | Allt som är underbart (Every Brilliant Thing) Duncan Macmillan                     | Nils Dernevik      | Helsingborgs stadsteater                      |
| 2024 |                     | Oceanen vid vägens slut (The ocean at the end of the lane) Neil Gaiman             | Maria Löfgren      | Helsingborgs stadsteater                      |